# Lexus LS
De Lexus LS was het allereerste type sedan van het Japanse automerk Lexus, de luxe divisie van Toyota.
Lexus zette in op het onderscheid maken met hun directe concurrenten door geen opties aan te bieden, maar alle mogelijke luxe te geven. Zo waren een automatische versnellingsbak, luchtvering rondom, airco, elektrische ramen en stoelen standaard.

## Eerste generatie (1989-1994)
De eerste generatie Lexus LS 400 (UCF10) werd in de periode mei 1989 - november 1994 geproduceerd en verkocht. In begin werd het in Japan verkocht onder de naam Toyota Celsior. Deze generatie LS 400 heeft een 245 pk sterke V8-benzinemotor van 4,0 liter. De modellen van september 1992 tot en met 1994 (UCF 11) waren doorontwikkelde versies met dezelfde motor als voorheen maar met wijzigingen zoals grotere remmen en een digitale kilometerteller (voorheen analoog).

## Tweede generatie (1995-2000)
De tweede generatie Lexus LS 400 (UCF20) werd in de periode 1994-2000 geproduceerd en verkocht. Deze generatie LS 400 heeft een 260 pk sterke V8-benzinemotor van 4,0 liter. De modellen van september 1997 tot en met januari 2000 (UCF21) waren een doorontwikkelde versie met een 290 pk sterke V8-benzinemotor van 4,0 liter. De laatste productie van de LS 400 werd als de Platinum Series op de markt gebracht in samenwerking met de American Express Platinum Card.

## Derde generatie (2000-2006)
De Lexus LS 430 (UCF30) werd in de periode januari 2000-2006 geproduceerd en verkocht. De LS 430 heeft een 281 pk sterke V8-benzinemotor van 4,3 liter. Vanaf november 2003 werd de "standaarduitvoering" vervangen door de nog luxere Executive en President, motorisch kreeg hij een 6e versnelling.

## Vierde generatie (2006-2017)
De Lexus LS omvat twee uitvoeringen: de hybride-uitvoering LS 600h (UVF45) en de normale benzine-uitvoering LS 460 (USF40).
De motor uit de LS 460 is een 380 pk sterke V8-benzinemotor van 4,6 liter. De LS 600h heeft zowel een benzine- als een elektromotor, die samen goed zijn voor 445 pk. De LS 460 en LS 600 zijn er ook limousine uitvoeringen die worden aangeduid met LS 460 L en LS 600h L Landaulet (half open). Dit type hebben Prins Albert II en Charlene Wittstock gebruikt als trouwauto.
In 2009 en in 2012 kregen de wagens een facelift.

## Vijfde generatie (2017-heden)
De vijfde generatie van de Lexus LS omvat twee uitvoeringen: de hybride-uitvoering LS 500h (GVF50/55) en de benzine-uitvoering LS 500 (VXFA50/55).
Voor het eerst wordt er in de LS-serie geen V8-motor meer gebruikt. De LS 500h heeft een V6-benzinemotor in combinatie met een elektromotor, samen goed voor 359 pk. De LS 500, die pas sinds eind 2020 op de Europese markt aangeboden wordt, beschikt over een 417 pk sterke V6-benzinemotor van 3,5 liter.
In 2020 kregen de wagens een facelift.

## Fotogalerij

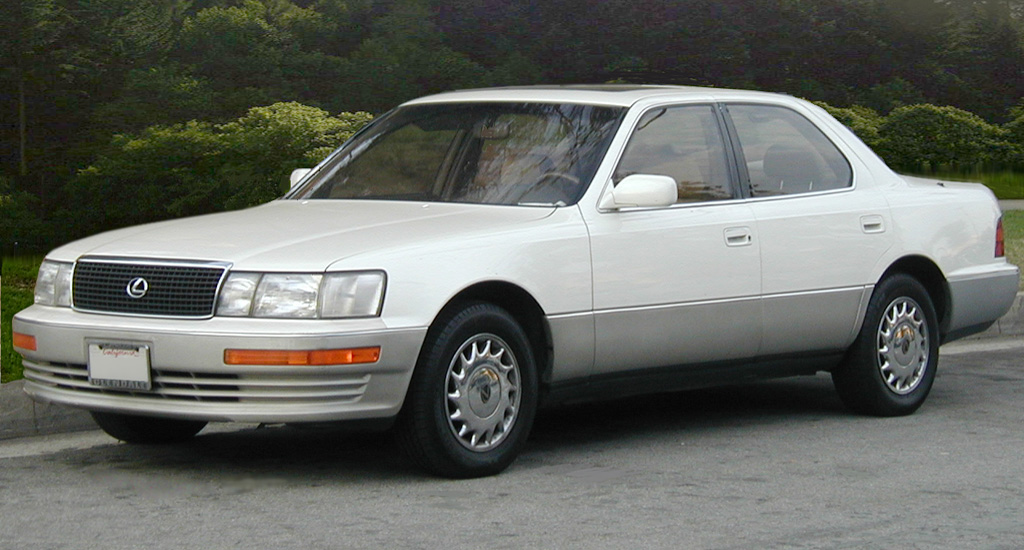
Eerste generatie, Lexus LS 400 (UCF10)
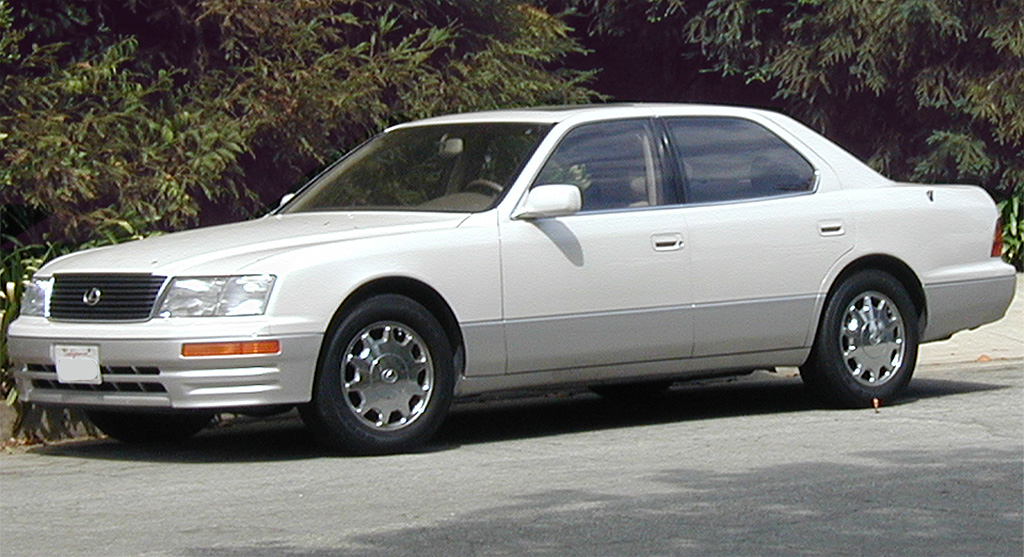
Tweede generatie, Lexus LS 400 (UCF20)
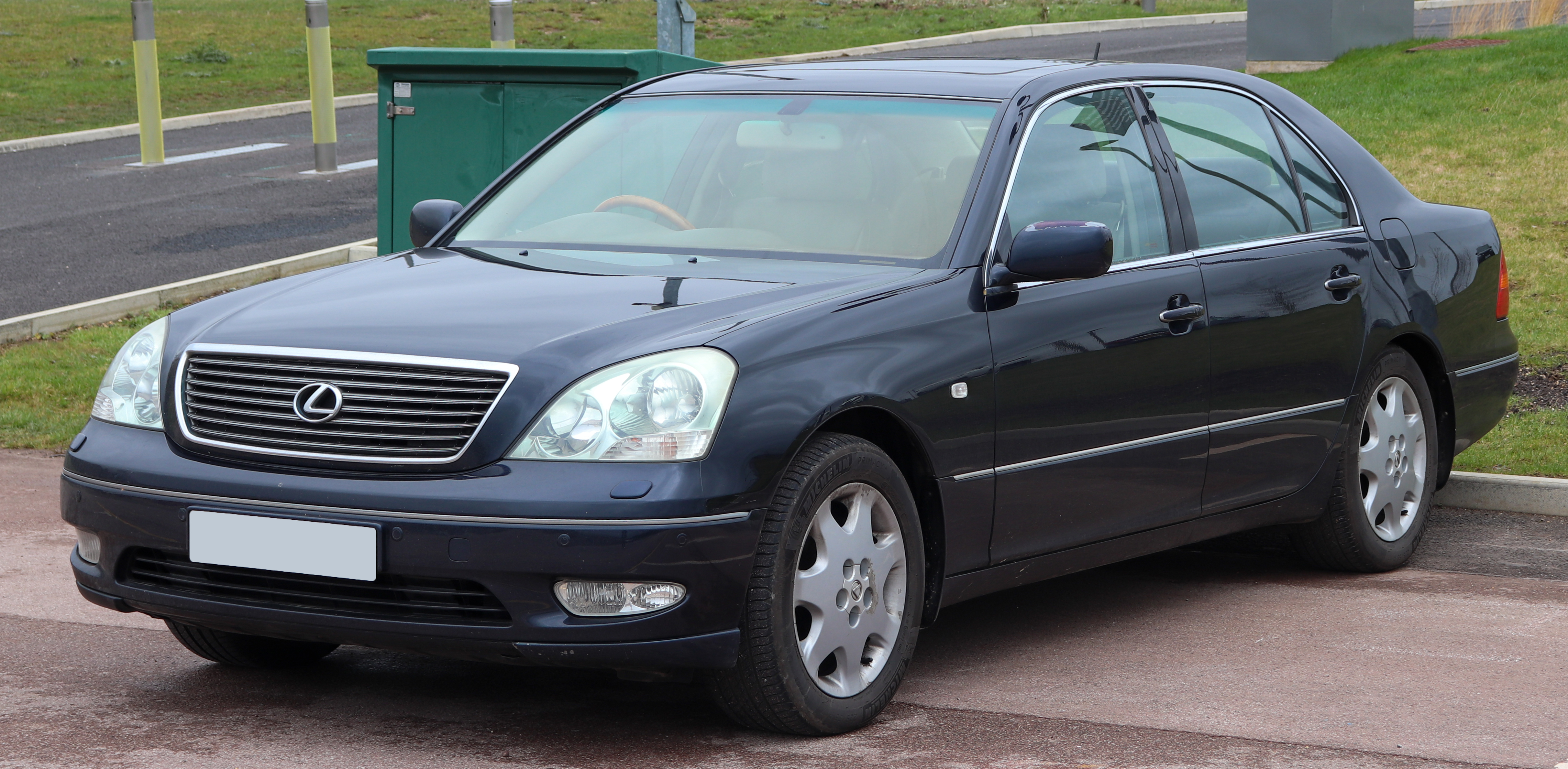
Derde generatie, Lexus LS 430 (UCF30)
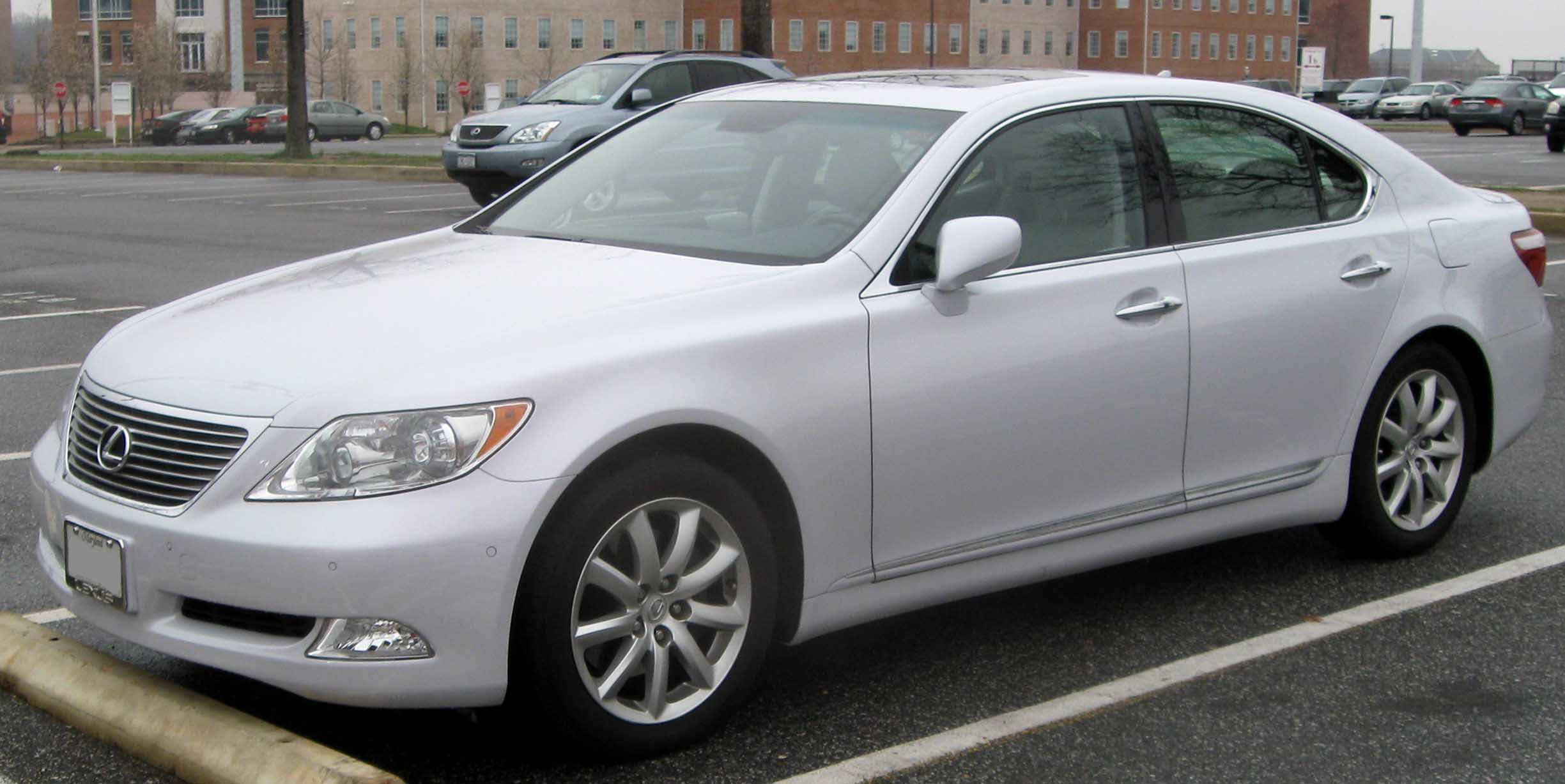
Vierde generatie, Lexus LS 460 (USF40)
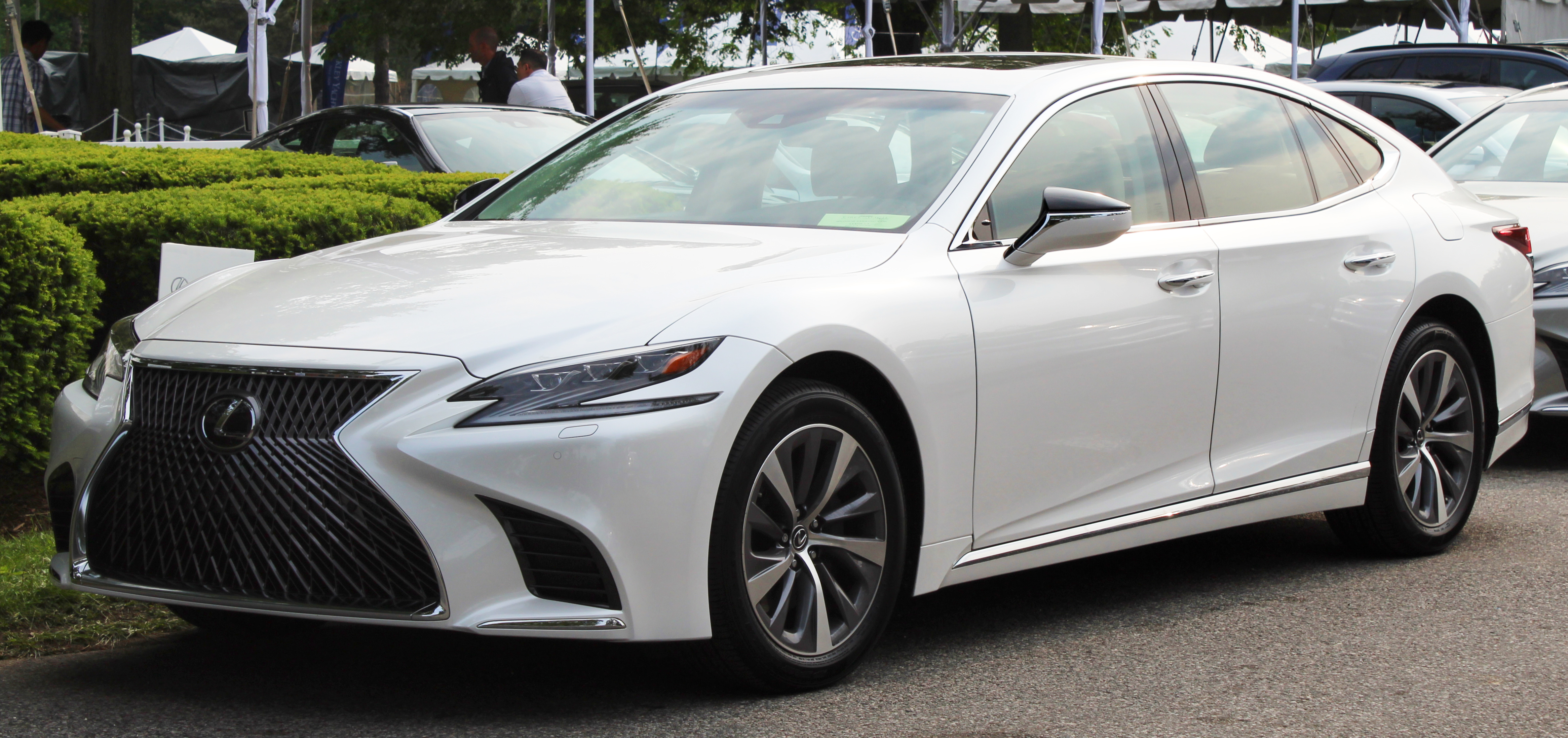
Vijfde generatie, Lexus LS 500 (VXFA55)

Leverbaar in Nederland en België: ES · LC · LS · NX · RX · RZ · UX

Alleen leverbaar buiten Nederland en België : CT · GX · IS · LM · LX · RC

Niet meer leverbaar: GS · HS · LFA · SC